# Сульфат магния
Сульфа́т ма́гния, MgSO4 — неорганическое вещество, средняя соль магния и серной кислоты. Бесцветные кристаллы или белый порошок, хорошо растворимый в воде. Гигроскопичен. Образует ряд кристаллогидратов.  В природе присутствует в морской воде и в виде минералов, таких как кизерит, эпсомит и гексагидрит. Впервые была найдена в воде эпсомского источника в Англии ботаником Неемией Грю в 1695 году.  Получают главным образом методом дробной кристаллизации при выпаривании солей минеральных источников, а также твёрдых соляных отложений. Применяют как сырьё для получения оксида магния в производстве магнезиальных цементов, в текстильной промышленности в качестве утяжелителя волокон и протравы при окрашивании тканей, в целлюлозно-бумажной промышленности как наполнитель бумаги, в медицине в качестве спазмолитического, желчегонного и слабительного лекарственного средства.

## Физические свойства
Сульфат магния — бесцветные кристаллы или белый гигроскопичный порошок, кристаллы ромбической сингонии, параметры ячейки a = 0,482 нм, b = 0,672 нм, c = 0,833 нм. При температуре 1010 °С происходит переход в другую ромбическую фазу.
Растворим в этаноле, глицерине и диэтиловом эфире. Не растворим в ацетоне.
Входит в число основных соединений в морской воде, отвечающих за поглощение звука, при этом звуковая энергия преобразуется в тепловую. Поглощение зависит от частоты звуковых колебаний: низкочастотный звук поглощается хуже, а высокочастотный — лучше (зависимость практически линейная при логарифмическом масштабе частоты и поглощения), что объясняет большую дальность распространения низкочастотных звуковых волн.

## Кристаллогидраты
Образует несколько кристаллогидратов: MgSO4·nH2O, где n = 1, 2, 3, 4, 5, 6, 7, 12.
Наиболее изучены кристаллогидраты:
MgSO4·7H2O, эпсомит — кристаллизуется из водных растворов при комнатной температуре;
MgSO4·6H2O, гексагидрит — кристаллизуется при температуре выше 48 °С;
MgSO4·H2O, кизерит — кристаллизуется при температуре выше 67,5 °С.

## Химические свойства
- При нагревании выше температуры плавления разлагается:

{\displaystyle {\mathsf {2MgSO_{4}\ \xrightarrow {1200~^{\circ }C} \ 2MgO+2SO_{2}\uparrow +O_{2}}}}
- С концентрированной серной кислотой образует гидросульфат:

{\displaystyle {\mathsf {MgSO_{4}+H_{2}SO_{4}\ {\xrightarrow {\ }}\ Mg(HSO_{4})_{2}}}}
при нагревании выпадают сольваты состава MgSO4·H2SO4 и MgSO4·3H2SO4.
- При нагревании взаимодействует с сероводородом, диоксидом кремния, углеродом:

{\displaystyle {\mathsf {MgSO_{4}+H_{2}S\ \xrightarrow {700~^{\circ }C} \ MgO+SO_{2}\uparrow +S+H_{2}O}}}
{\displaystyle {\mathsf {MgSO_{4}+SiO_{2}\ {\xrightarrow {680~^{\circ }C}}\ MgSiO_{3}+SO_{3}}}}
{\displaystyle {\mathsf {2MgSO_{4}+C\ \xrightarrow {800~^{\circ }C} \ 2MgO+2SO_{2}\uparrow +CO_{2}\uparrow }}}
{\displaystyle {\mathsf {MgSO_{4}+2C\ \xrightarrow {>800~^{\circ }C} \ MgS+2CO_{2}\uparrow }}}
- Сульфат магния вступает в водном растворе в обменные реакции с рядом растворимых солей, например, солями бария или свинца с образованием труднорастворимых сульфата бария и сульфата свинца:

{\displaystyle {\mathsf {MgSO_{4}+BaCl_{2}\ \xrightarrow {\ } \ BaSO_{4}\downarrow +MgCl_{2}}}}
- Ионы магния образуют устойчивые соединения с краун эфирами.

## Нахождение в природе
В природе присутствует в морской воде и в виде трёх основных минералов, таких как кизерит, эпсомит и гексагидрит, а также в составе двойных солей с щелочными  и щелочно-земельными металлами, например, KCl·MgSO4·3H2O (каинит), Na2SO4·MgSO4·4H2O (астраханит),  K2SO4·MgSO4·2CaSO4·4H2O (полигалит),  2MgSO4·K2SO4 (лангбейнит).

## Получение
- Взаимодействие серной кислоты и магния:

{\displaystyle {\mathsf {Mg+H_{2}SO_{4}\ \xrightarrow {\ } \ MgSO_{4}+H_{2}}}}
- Взаимодействием серной кислоты с оксидом, гидроксидом и карбонатом магния:

{\displaystyle {\mathsf {MgO+H_{2}SO_{4}\ {\xrightarrow {\ }}\ MgSO_{4}+H_{2}O}}}
{\displaystyle {\mathsf {Mg(OH)_{2}+H_{2}SO_{4}\ {\xrightarrow {\ }}\ MgSO_{4}+2\ H_{2}O}}}
{\displaystyle {\mathsf {MgCO_{3}+H_{2}SO_{4}\ {\xrightarrow {\ }}\ MgSO_{4}+CO_{2}\uparrow +H_{2}O}}}
- Обменными реакциями:

{\displaystyle {\mathsf {MgCO_{3}+(NH_{4})_{2}SO_{4}\ {\xrightarrow {100^{o}C}}\ MgSO_{4}+2NH_{3}\uparrow +CO_{2}\uparrow +H_{2}O}}}
- Безводный сульфат магния получают сушкой кристаллогидрата:

{\displaystyle {\mathsf {MgSO_{4}\cdot 7H_{2}O\ {\xrightarrow {200^{o}C}}\ MgSO_{4}+7\ H_{2}O}}}
- В промышленности сульфат магния получают из морской воды, минералов кизерита и карналлита.

## Применение
- Производство сульфата магния относится к многотоннажным, цена ≈130 USD/т.
- Широко применяется в медицине, обычно в виде 25 % раствора, оказывает множественное воздействие на организм. При внутривенном введении быстро снижает давление, усиливая диурез. При приёме внутрь плохо всасывается, действует как слабительное средство, что  используется при лечении ожирения для достижения так называемого магниевого стресса. Также оказывает желчегонное действие, что связано с рефлексами, возникающими при раздражении нервных окончаний слизистой оболочки двенадцатиперстной кишки. При парентеральном введении сульфат магния оказывает успокаивающее действие на ЦНС. В зависимости от дозы может наблюдаться седативный, снотворный или наркотический эффект. Более подробно см. статью Сульфат магния (лекарственное средство).
- Входит в состав магнезиального цемента[3].
- В целлюлозно-бумажной промышленности используется как наполнитель, а также как компонент, позволяющий сохранить и улучшить физико-механические показатели бумаги при использовании отбеливателей (особенно хлорсодержащих) и для получения огнестойких изделий из бумаги[3].
- Используется для приготовления огнестойких составов для пропитки различных материалов.
- Для производства синтетических моющих средств (например, как стабилизатор перекисных соединений).
- Широко применяется в текстильной промышленности как наполнитель материалов, утяжелитель шёлка и хлопка, протрава для покраски тканей и как отбеливающий компонент[3].
- В лабораторных условиях безводный сульфат магния используется для сушки растворителей.
- В сельском хозяйстве как минеральное удобрение.
- Применяется как добавка для устройства дорожных и аэродромных оснований и покрытий.
- Используется в качестве пищевой добавки E518.